# Nel cuore, nell'anima
Nel cuore, nell'anima è un brano musicale scritto da Mogol e Lucio Battisti, pubblicato nel settembre del 1967 dall'Equipe 84 nel singolo Nel cuore nell'anima/Ladro.
L'autore la inciderà nel 1969 includendola nel suo primo LP Lucio Battisti.
Nello stesso anno fu pubblicata la versione dei Dik Dik nell'album Il primo giorno di primavera e altri successi.

## La versione dell'Equipe 84
La canzone scritta da Mogol-Battisti era destinata ai Dik Dik, tuttavia a seguito del grande successo conseguito con 29 settembre Mogol lo vuole affidare all'Equipe, sperando di ripeterne il successo.
L'arrangiamento musicale in stile baroque pop fu realizzato da Maurizio Vandelli, sulla falsariga di Eleanor Rigby dei Beatles, uscita nell'agosto del 1966 con l'arrangiamento di sir George Martin eseguito da un doppio quartetto d'archi.
Nel nostro caso il brano è accompagnato dall'orchestra della Scala diretta da Detto Mariano.
La foto di copertina è opera di Mario Schifano.

## Cover
Nel 1995 Ambra incide un singolo del brano inserito nella versione spagnola dell'album T'appartengo, Te pertenezco e nella compilation Non è la Rai gran finale.
Nel 2008 i Pooh realizzano una cover del brano, includendola nel loro primo e unico album di cover "Beat ReGeneration" (traccia N°9).